# Beigeordneter
Beigeordnete sind in den meisten Ländern Deutschlands nach den jeweiligen Gemeindeordnungen als haupt- oder ehrenamtliche Wahlbeamte dem Bürgermeister „beigeordnet“. Abteilungsleiter der Geschäftsstellen kommunaler Spitzenverbände werden auch als Beigeordnete bezeichnet.

## Begriff
Erster Beigeordneter ist der Stellvertreter des Bürgermeisters. Nach verschiedenen Landkreisordnungen gibt es entsprechend Kreisbeigeordnete sowie den Ersten Kreisbeigeordneten als den Stellvertreter des Landrats. In hessischen Städten wird der Erste Beigeordnete als Erster Stadtrat bezeichnet. In den hessischen Städten über 50 000 Einwohnern, die einen Oberbürgermeister an der Spitze haben, führt der Erste Beigeordnete die Amtsbezeichnung Bürgermeister.
Üblich sind auch die Amtsbezeichnungen Senator (in den Hansestädten Mecklenburg-Vorpommerns und in Lübeck), Bürgermeister (z. B. in Baden-Württemberg als Baubürgermeister, Sozialbürgermeister usw., wenn der Leiter der Verwaltung die Amtsbezeichnung Oberbürgermeister führt), Stadtrat (in Niedersachsen und auf Bezirksebene in Berlin) und berufsmäßiger Stadtrat in Bayern. In Niedersachsen führen die (ehrenamtlichen) Ratsmitglieder in Städten und Gemeinden, die dem Hauptausschuss angehören, die Bezeichnung Beigeordnete. Sie haben damit einen anderen Status als die Wahlbeamten, die in anderen Bundesländern als Beigeordnete bezeichnet werden (z. B. Stadtkämmerer, Stadtbaurat usw.). Historisch ist auch die Bezeichnung Kreisdeputierter für die Beigeordneten in Gebrauch gewesen, so in Preußen (siehe preußische Kreisordnung von 1872) und später in Rheinland-Pfalz.

## Rechtsstellung in den unterschiedlichen Kommunalverfassungen
Die Rechtsstellung und Zuständigkeit der Beigeordneten unterscheidet sich zwischen den Bundesländern erheblich. Sie sind nach den Kommunalverfassungsgesetzen (Rats-, Magistrats- und der Bürgermeisterverfassung der Flächenstaaten in Deutschland) Stellvertreter des Bürgermeisters (ausgenommen hiervon ist Bayern), denen ein eigener Geschäftsbereich (Dezernat, in Bayern: Referat) zugewiesen ist. In den meisten Ländern in Deutschland unterstehen die Beigeordneten unmittelbar dem Bürgermeister, sie vertreten ihn in ihrem Dezernat. Hauptamtliche Beigeordnete sind kommunale Wahlbeamte. Sie werden von den Kreistagen oder Gemeinderäten gewählt.
In der Deutschen Gemeindeordnung von 1935 hieß es in § 34 Abs. 1: „Dem Bürgermeister stehen Beigeordnete als Stellvertreter zur Seite. Ihre Zahl bestimmt die Hauptsatzung.“ Das Rechtsinstitut des Beigeordneten wurde damit einheitlich und zum Teil erstmals in den deutschen Ländern eingeführt.

## Beigeordnete nach der Magistratsverfassung
Nach der in Hessen und in Bremerhaven geltenden (unechten) Magistratsverfassung bilden die Beigeordneten gemeinsam mit dem Bürgermeister den Gemeindevorstand (ein Kollegialorgan, das in den Städten die Bezeichnung Magistrat führt) und in den Kreisen gemeinsam mit dem Landrat den Kreisausschuss. Sie sind nicht (wie nach dem Gewaltenteilungsmodell in Staaten) Teil einer kommunalen „Regierung“, sondern sie erfüllen die Aufgaben der „laufenden Verwaltung“. In Hessen und Bremerhaven können hauptamtliche und müssen ehrenamtliche Beigeordnete dem Gemeindevorstand angehören, wobei in Hessen die Zahl der hauptamtlichen Beigeordneten die der ehrenamtlichen nicht übersteigen darf, in Bremerhaven müssen die ehrenamtlichen Magistratsmitglieder in der Mehrzahl sein. Ehrenamtlichen wie hauptamtlichen Beigeordneten können Geschäftsbereiche der Verwaltung (sogenannte Dezernate) zugewiesen werden. Während die Leitung von Dezernaten in den größeren Städten wie Frankfurt am Main, Darmstadt oder Wiesbaden in den vergangenen Jahrzehnten nur selten durch ehrenamtliche Dezernenten erfolgte, ist dies in kleineren hessischen Kommunen verbreitet. In Bremerhaven sind derzeit alle Mitglieder des Magistrats, damit auch die sechs ehrenamtlichen Mitglieder, für einen Geschäftsbereich verantwortlich. Der Begriff Dezernent für den Leiter eines Dezernats ist zwar in der Verwaltungspraxis eingeführt, ist aber weder in der hessischen Gemeindeordnung noch in der Verfassung der Stadt Bremerhaven vorgesehen. Die Geschäftsverteilung ist in hessischen Gemeinden das Recht des direkt gewählten (Ober-)bürgermeisters. In Bremerhaven berät und entscheidet der gesamte Magistrat als Kollegialorgan über die Geschäftsverteilung.

## Wahl
Bei Gemeinden und Gemeindeverbänden (z. B. Verbandsgemeinden, Landkreise) mit ehrenamtlichen Beigeordneten werden diese von der direkt gewählten Volksvertretung (Bezeichnung in den einzelnen Ländern verschieden) für die Wahlzeit des wählenden Organs gewählt.
Hauptamtliche Beigeordnete können je nach Landesrecht für bis zu acht Jahre gewählt werden. Eine Wahl oder Wiederwahl von Beigeordneten darf erst sechs Monate vor Freiwerden der Stelle durchgeführt werden und muss öffentlich ausgeschrieben werden, wobei dies bei der Wiederwahl nicht nötig ist. Die Beigeordneten in Nordrhein-Westfalen sind verpflichtet, wenn kein wichtiger Grund zur Ablehnung vorliegt, eine erste und zweite Wiederwahl anzunehmen. Bei einer Ablehnung der Wiederwahl ohne wichtigen Grund wird der Beigeordnete mit Ablauf seiner Amtszeit entlassen.

## Funktion
Der Erste Beigeordnete ist im Verhinderungsfall der allgemeine Vertreter des Bürgermeisters oder Landrats. Beigeordnete sind für den Teilbereich der Verwaltung (Geschäftskreis) zuständig, der ihnen vom Bürgermeister übertragen worden ist. Die weiteren (hauptamtlichen) Beigeordneten leiten als ständige Vertreter des Bürgermeisters ihr Dezernat selbständig. Der Bürgermeister kann jedoch im Einzelfall Weisungen erteilen. Im Gegenzug zu diesem Weisungsrecht des Bürgermeisters haben die Beigeordneten innerhalb ihres Geschäftsbereichs ein Rederecht in der Stadtvertretung, das vom Bürgermeister nicht beschnitten werden darf.
Wenn in der Hauptsatzung festgelegt wurde, dass ein einzelner Beigeordneter, in der Regel der Erste Beigeordnete als allgemeiner Vertreter des Bürgermeisters oder Landrats, hauptamtlich tätig wird, so wird ihm als Dezernent ein Dezernat der Gemeindeverwaltung bzw. der Kreisverwaltung zugewiesen. Der für das Finanzwesen der Kommune zuständige Dezernent wird traditionell als Kämmerer bezeichnet.

## Voraussetzungen
Die Beigeordneten müssen die erforderlichen Voraussetzungen und ausreichende Erfahrung für das Amt besitzen. In einzelnen Ländern wird dies noch spezifiziert.
- In kreisfreien und großen kreisangehörigen Städten Nordrhein-Westfalens muss mindestens einer der Beigeordneten die Befähigung zum Richteramt oder zum höheren Verwaltungsdienst haben.
- In den übrigen Gemeinden Nordrhein-Westfalens muss mindestens ein Beigeordneter die Befähigung für die Laufbahn des gehobenen allgemeinen Verwaltungsdienstes besitzen.

Keine derartigen Voraussetzungen gibt es u. a. in Baden-Württemberg, Bayern, Hessen, Thüringen und Sachsen. Hier ist z. T. die Muss-Vorschrift eine Soll-Vorschrift.

## Anzahl und Besoldung
Die Anzahl Beigeordneter hängt in einigen Ländern von der Größe der Kommune ab oder wird durch gesetzliche Vorschriften bestimmt. Innerhalb eventueller Obergrenzen durch Gesetze des jeweiligen Landes wird die Zahl in der Hauptsatzung festgelegt.
Die Besoldung hauptamtlicher Beigeordneter ist oft gestaffelt, und zwar nach der jeweiligen Einwohnerzahl der Gemeinde und wird durch die jeweiligen Besoldungsgesetze geregelt. Während in kleinen Gemeinden schon Beamte des gehobenen Dienstes diese Funktion bekleiden können, sind in kreisfreien Städten und Kreisen auch Besoldungen bis zur Besoldungsgruppe B 10 (in Gemeinden mit über 500 000 Einwohnern) möglich.
In Hessen erhalten die ehrenamtlichen Beigeordneten im Gemeindevorstand oder Magistrat lediglich eine Aufwandsentschädigung (je nach den Bestimmungen der Entschädigungssatzung häufig nur ein Sitzungsgeld).

## Andere Arten von Beigeordneten
Beigeordnete gibt es auch bei kommunalen Spitzenverbänden, wie z. B. dem Deutschen Städtetag und dem Deutschen Städte- und Gemeindebund und in den jeweiligen Ländern (z. B. in Hessen, der Hessische Städte- und Gemeindebund), deren Dienstverhältnisse sind aber nicht öffentlich-rechtlich geregelt.